# Санґушки
Санґу́шки — українсько-литовський князівський магнатський рід гербу Погоня. Походив від князя Санґушка (від його імені пішла назва роду), ймовірного сина князя Федора Ольгердовича (брат Владислава Ягайла), внука великого князя литовського Ольгерда, правнука великого князя литовського Гедиміна. З XV століття рід мав великі маєтності на Волині, а також на Поділлі, Брацлавщині та Малопольщі (Любартів, Тарнів) і посідав різні державні уряди у Великому князівстві Литовському та Речі Посполитій. Сангушки були православними, але згодом перейшли на унію або католицизм латинського обряду.
На зламі 15 та 16 століть рід розділився на дві головні лінії:
- лінія коширська (також несухоїзько-каширська, пол. «Sanguszkowie-Koszyrscy») — започаткована Михайлом, згасла у 1653 році;
- лінія ковельська (пол. «Sanguszkowie-Kowelscy») — започаткована Олександром, далі існує.

## Представники роду
- Санґушко Федорович, син Федора Ольгердовича (за іншою версією — Федора Любартовича) — державний та військовий діяч Великого князівства Литовського. Князь ратненський і каширський (1433—1455).
  - Олександр Санґушкович (пом. бл. 1491) — староста володимирський, родоначальник Коширської гілки.
    - Михайло (пом. до 1501)
      - Андрій Михайлович Санґушко (пом. 1560), онук Олександра — староста луцький у 16 ст.;
        - Олександр — маршалок господарський, дружини — княжни Ганна Полубинська, Анастасія Жилінська
          - Лев Олександрович (бл.1536—1571[3])
            - Григорій — каштелян брацлавський (1598)
              - Адам Олександр, син Григорія — воєвода волинський, каштелян київський, у 1636 робив заходи для з'єднання Української Православної Церкви з Католицькою і був посередником між папою Урбаном VIII і митрополитом Петром Могилою.

    - Андрій (†1534) — син Олександра, староста володимирський, маршалок волинський у 15 ст.
      - Роман (†1517) — староста вінницький, брацлавський, звенигородський
      - Федір († 1547), староста вінницький і брацлавський, згодом володимирський, маршалок волинський, боровся проти татар
        - Роман (1537-71), онук Олександра, брат Дмитрія, гетьман польний литовський (з 1567), відомий подвигами проти татар і Москви, противник литовсько-польської унії, яку однак мусів підписати на Люблінському сеймі (1569)
        - Федора — дружина Петра Загоровського
          - Федір (†1591)
          - Олександра — дружина князя Януша Янушовича Заславського
          - Федора — дружина Станіслава Радзимінського, князя Олександра Пронського, Анджея Лещинського

        - Дмитро, староста черкаський (бл. 1530 — 54), брав участь у битвах з татарами, одружений з Гальшкою Острозькою

  - Михайло Санґушкович (пом. бл. 1511) — дідич Ковеля, родоначальник Ковельської гілки, дружина — Анна
    - Іван Михайлович (Януш, пом.бл. 1516), дружина — Настасія Олізаровичівна, потім дружина князя Івана Вишневецького
    - Василь Михайлович — державець свісловецький, дружина — Анна (ймов., Скорутянка), Софія Лозка-Боговитинівна
      - Григорій Васильович, дружина — Анастасія Горностай
        - Андрій Григорович (†1591), дружина — Софія Сапіга
          - Семен Самійло Андрійович (†1638) — вітебський воєвода, дружина — Анна Завішанка, Олена Корвін-Госевська
            - Єронім — смоленський єпископ РКЦ
            - Іван Владислав, дружина — Анна Радзивілл (†1659)
              - Єронім — староста суразький, дружина — Констанція Сапіга
                - Павло Карл — (1680—1750), литовський придвоний, гетьман великий литовський
                  - Януш Олександр (*1712 — †1775) — князь, 7-й Острозький ординат, маршалок надвірний литовський (1750–1760), мечник великий литовський від 1735
                  - Юзеф Паулін (1740–1781), Великий маршалок литовський (з 1768 року), князь, кременецький і черкаський староста
                  - Ієронім Януш (1743–1812), князь, староста черкаський і казимирський, мечник великий литовський з 1775 року, воєвода волинський з (1775)
                    - Євстафій Еразм (1768—1844), віце-бригадир «кавалерії народової» 1792, учасник Війни 1812 року на боці Франції (генерал), великий дідич і промисловець (суконні фабрики та ін. підприємства на Волині й Київщині)
                      - Роман Адам (1800—1881), син Євстафія, польський офіцер, учасник повстання 1831, засланець, пізніше повернувся до Славути, власник численних пром. підприємств (зокрема цукроварень)
                      - Владислав Єронім (1803—1870[4])
                        - Роман Даміан

                      - Евстахій Станіслав (1842—1903[5]) — галицький політичний діяч консервативного напряму, маршалок Галицького сейму (1885-95), намісник Галичини (1895-98).
                        - Роман Владислав Станіслав Антоній (1901—1984[6])
                          - Пйотр Антоній Самуель (1937—1989)
                            - Павло Францишек Роман (*1973) — єдиний живий представник роду по чоловічій лінії.

## Вшанування пам'яті
Вулиця Князів Сангушків у місті Славута.
Вулиця Сангушка у місті Ізяслав.
Провулок Барбари Сангушко у місті Іллінці.
9 листопада 2023 року Житомирська міська рада перейменувала вулицю Багратіонівську на вулицю Князів Сангушків.